# کمبریج‌شر جنوبی
کمبریج‌شر جنوبی (به انگلیسی: South Cambridgeshire) یک منطقهٔ مسکونی در بریتانیا است که در Cambridgeshire (county council area) واقع شده‌است.